# HD152493
HD152493 — хімічно пекулярна зоря спектрального класу A3, що має видиму зоряну величину в смузі V приблизно  6,6.
Вона  розташована на відстані близько 402,7 світлових років від Сонця.